# Marcavelica (distrito)
Marcavelica é um distrito do Peru, departamento de Piura, localizada na província de Sullana.

## Transporte
O distrito de Marcavelica é servido pela seguinte rodovia:
- PI-105, que liga várias regiões de seu grande território (trechos fora do distrito, no distrito de Pariñas
- PE-1N, que liga o distrito de Aguas Verdes (Região de Tumbes - Ponte Huaquillas/Aguas Verdes (Fronteira Equador-Peru) - e a rodovia equatoriana E50 - à cidade de Lima (Província de Lima) [1][2][3]